# Bambekea racemosa
Bambekea racemosa är en gurkväxtart som beskrevs av Célestin Alfred Cogniaux. Bambekea racemosa ingår i släktet Bambekea och familjen gurkväxter. Inga underarter finns listade i Catalogue of Life.